# Paulus Potterstraat (Amsterdam)

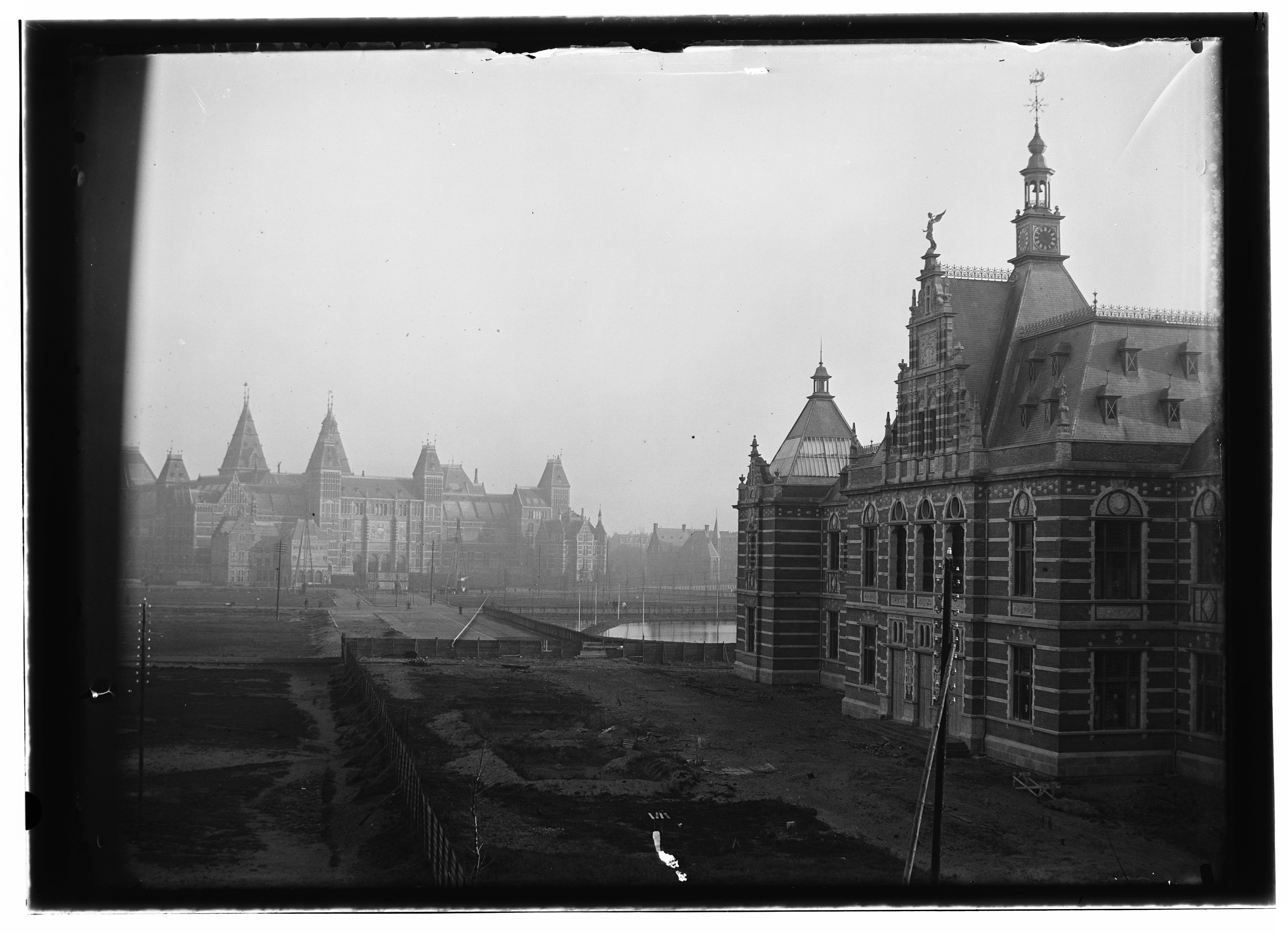
Het Stedelijk Museum (toen nog Suasso Museum) en een deels aangelegde Paulus Potterstraat, vastgelegd door Jacob Olie in 1894

De Paulus Potterstraat is een straat in Amsterdam-Zuid. De straat werd per raadsbesluit op 22 maart 1893 vernoemd naar de schilder Paulus Potter.

## Ligging en geschiedenis
De Paulus Potterstraat loopt van de Hobbemastraat bij de Drucker-uitbouwen van het Rijksmuseum tot de Van Baerlestraat. Ze sluit verkeerstechnisch aan op de eerste. In het verlengde naar het westen ligt de Willemsparkweg. De straat loopt evenwijdig aan het Museumplein. Ze kruist twee rustige zijstraten: de Honthorststraat en de Van de Veldestraat/Willem Sandbergplein. De straat is te zien op een stadsplattegrond uit 1893 van Van Holkema & Warendorf, dan nog wel gepland. In 1893-1894 werd er gebouwd aan Stedelijk Museum Amsterdam, dan het enige gebouw in de straat. Een vijftal jaren later werd er gebouwd aan het hoofdkantoor van de Rijkspostspaarbank. De noordwand van de straat zou pas een decennium later gevuld worden met portiekwoningen en villa’s. De straat kende lange tijd een middenberm, maar die werd eind 20e eeuw opgeofferd voor parkeerplaatsen en weer later voor een vrije trambaan. Een deel van de straat is ingeruimd voor de toerit van de parkeergarage onder het Museumplein. In 2015 opende zanger Gordon een filiaal van Blushing, een keten koffiesalons met healthy food van hem, op huisnummer 30.

## Bouwwerken
De straat begint aan de noordkant met een viertal villa’s die alle tot rijksmonument zijn verklaard. Ook een vijfde villa is rijksmonument, maar heeft de ingang aan de Honthorststraat. Dan volgt een aantal fraai uitgevoerde portiekwoningen. De noordwand sluit af met het gebouw dat eerst diende tot hoofdkantoor van de Rijkspostspaarbank, vervolgens tot Conservatorium van Amsterdam (1985-2008) en daarna tot hotel (sinds 2008). Aan de zuidkant is er eerst een open verbinding met het Museumplein. Er volgt hier een tweetal villa’s. De eerste daarvan draagt de naam Villa Alsberg, ontworpen door Ed Cuypers, met de ingang aan de Honthorststraat. Sinds 2016 is in de villa het Moco Museum gevestigd. Na de villa’s volgen het Van Gogh Museum uit 1973 en het Stedelijk Museum Amsterdam.
Opmerkelijke gebouwen:
- Paulus Potterstraat 2, een rijksmonument; architect Christiaan Posthumus Meyjes sr., villa in eclectische stijl, invloeden classicisme, uit 1897; in gebruik bij Coster Diamonds
- Paulus Potterstraat 4, een rijksmonument; architect Emanuel Marcus Rood, villa in eclectische stijl uit 1897
- Paulus Potterstraat 6, een rijksmonument; vermoedelijke architect Abraham Salm, villa in eclectische stijl met invloeden neorenaissance uit 1897
- Paulus Potterstraat 8, een rijksmonument; architect Ludwig Wilhelm Beirer (1848-1915), overgangsarchitectuur uit 1902-1903; in gebruik bij het Diamantmuseum
- Honthorststraat 9, een rijksmonument genaamd Villa Roelvink; architecten Dolf van Gendt, Johan Godart van Gendt en Adolf Daniël Nicolaas van Gendt; overgangsarchitectuur uit 1899
- Paulus Potterstraat 10; een gemeentelijk monument; architect Roelof Kuipers, deel van het bouwblok Honthorststraat 2a-16 en Jan Luijkenstraat 11
- Paulus Potterstraat 20-28; een aaneengesloten bouwblok van de hand van Ludwig Beirer en Johannes Jacobus van der Noppen (1876-1947)
- Paulus Potterstraat 32-38; geschakelde herenhuizen van architect/bouwkundige Albert Lubbers
- Paulus Potterstraat 40-42; een gemeentelijk monument, architect Herman Hendrik Baanders, uit 1902
- Honthorststraat 20; een rijksmonument, architect Eduard Cuypers uit 1904-1906; in gebruik bij het Moco Museum
- Paulus Potterstraat 7, Vincent van Gogh Museum, architect Gerrit Rietveld uit 1963-1973
- Paulus Potterstraat 13, Stedelijk Museum Amsterdam, architect Adriaan Willem Weissman, 1893-1894
- Paulus Potterstraat, hoek Van Baerlestraat, Rijkspostspaarbank/conservatorium/hotel van architect Daniël Knuttel uit 1900

Rond 1962 werd een karakteristieke kiosk geplaatst in de middenberm tussen het Stedelijk Museum en de Rijkspostspaarbank. Deze creatie van stadsarchitect Bastiaan Johannis Odink verdween weer bij het inrichten van die middenberm voor tramsporen.

## Kunst
Op straatniveau is relatief weinig kunst te zien. Aan het begin staat op het terrein van Coster Diamonds een Nijntje ontworpen door Fabrice Hünd. In de gevel van het Stedelijk Museum is een aantal reliëfs van beeldhouwer Johannes Franse te zien, benevens standbeelden van Amsterdamse kunstenaars en architecten; van links naar rechts: Jacob van Campen (Abraham Hesselink 1920), Joost Jansz Bilhamer (Theo van Reijn 1916), Hendrick de Keyser (Eduard Jacobs 1912), Thomas de Keyser (Charles Vos 1922), Jacob van Oostsanen (Bon Ingen-Housz 1914), Jan van der Heijden (Cornelia Demmink 1924) en Pieter Aertsz. (Theo van Reijn 1915). In de portieken van nr. 20 is kleurig tegelwerk te vinden.

## Openbaar vervoer
Al in de jaren vijftig waren er plannen voor een trambaan door de straat ter vervanging van de route door de P.C. Hooftstraat. In 1958 werden de daar rijdende tramlijnen 2 en 3 echter verlegd over de Vondelbrug.
In de jaren tachtig waren er opnieuw plannen voor een trambaan ter verkorting van de route van de tram en betere ontsluiting van het Museumkwartier. Er was echter veel tegenstand, met name vanwege de verdwijning van een groot aantal parkeerplaatsen. Bij de laatste reconstructie was de straat al geschikt gemaakt voor de aanleg van een trambaan in het midden, waarvoor de bomen grotendeels verdwenen. De toekomstige trambaan werd vooralsnog in gebruik genomen als parkeerplaats. Aan het begin van de straat stond nog een elektriciteitshuisje de tram in de weg
Pas in mei 1992 werd de trambaan daadwerkelijk aangelegd en in gebruik genomen door tramlijn 2 en 5. Sinds 22 juli 2018 rijdt hier ook tramlijn 12.
Na de sluiting van het Museumplein voor verkeer werd de straat gebruikt door een aantal buslijnen, zowel van het GVB als van Centraal Nederland. Buslijnen 357 en 397 van Connexxion rijden door de straat, maar deze mogen geen gebruik maken van de vrije trambaan, omdat deze niet geschikt is voor bussen.

## Afbeeldingen

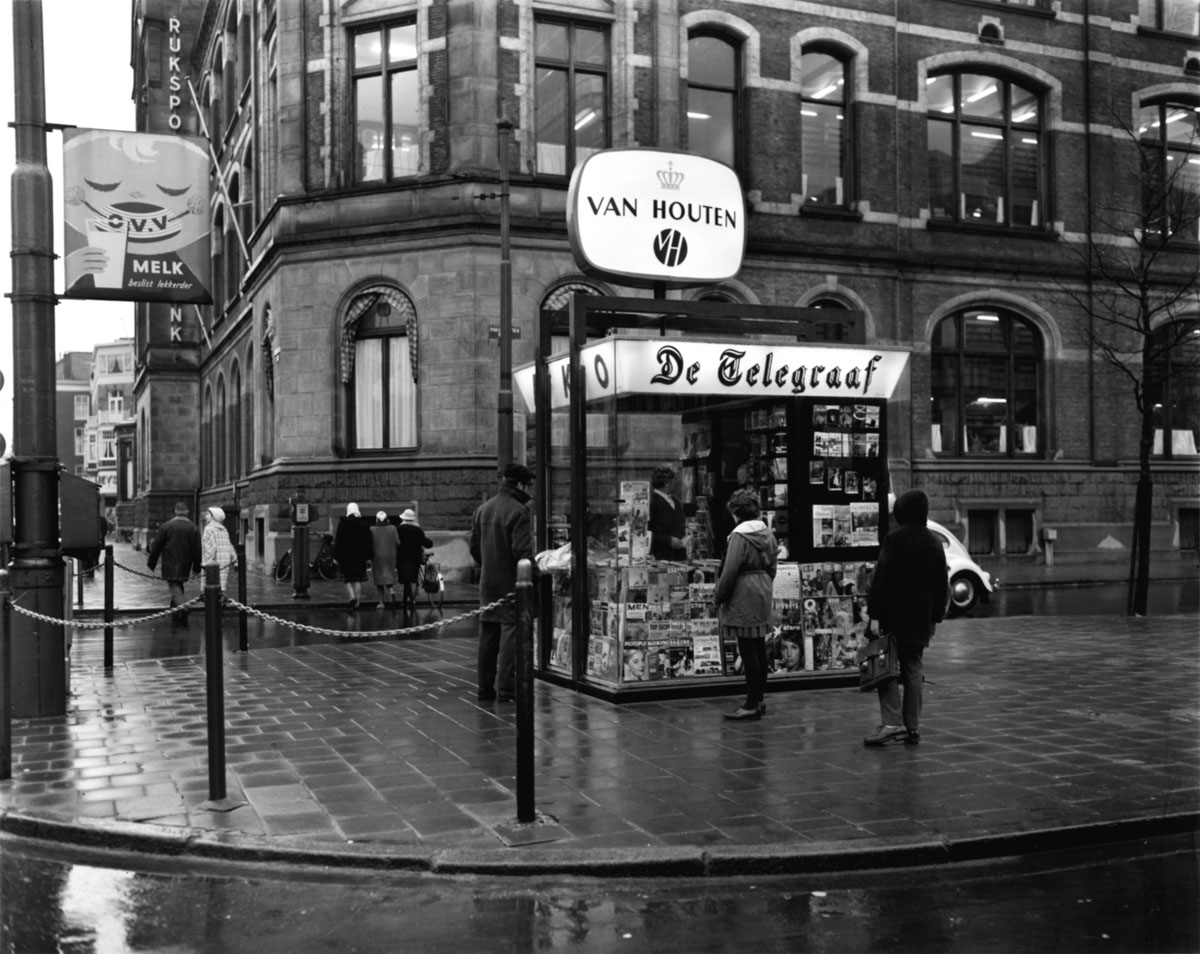
Verdwenen AKO-kiosk van Odink (1962)
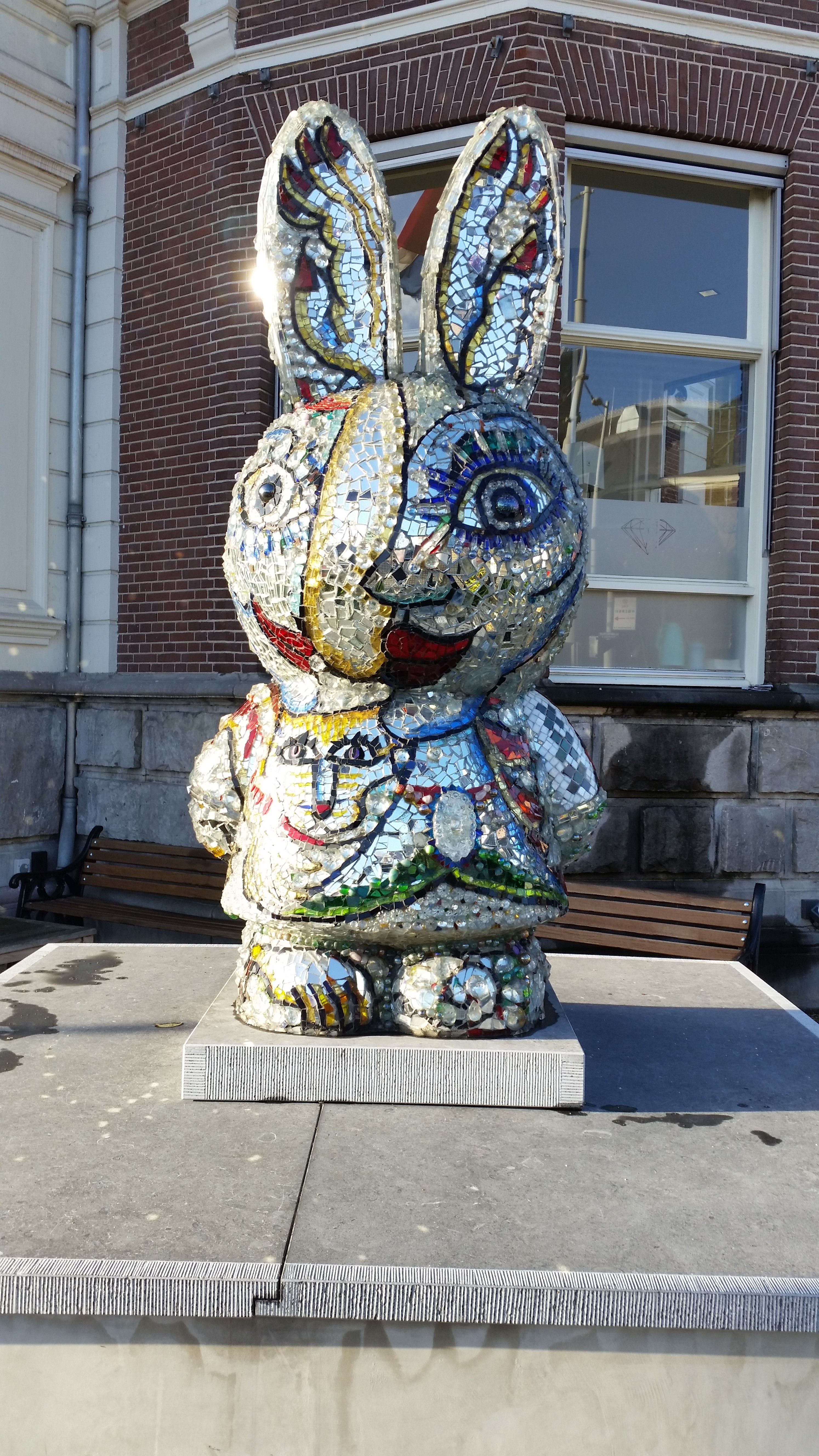
Nijntje van Fabrice
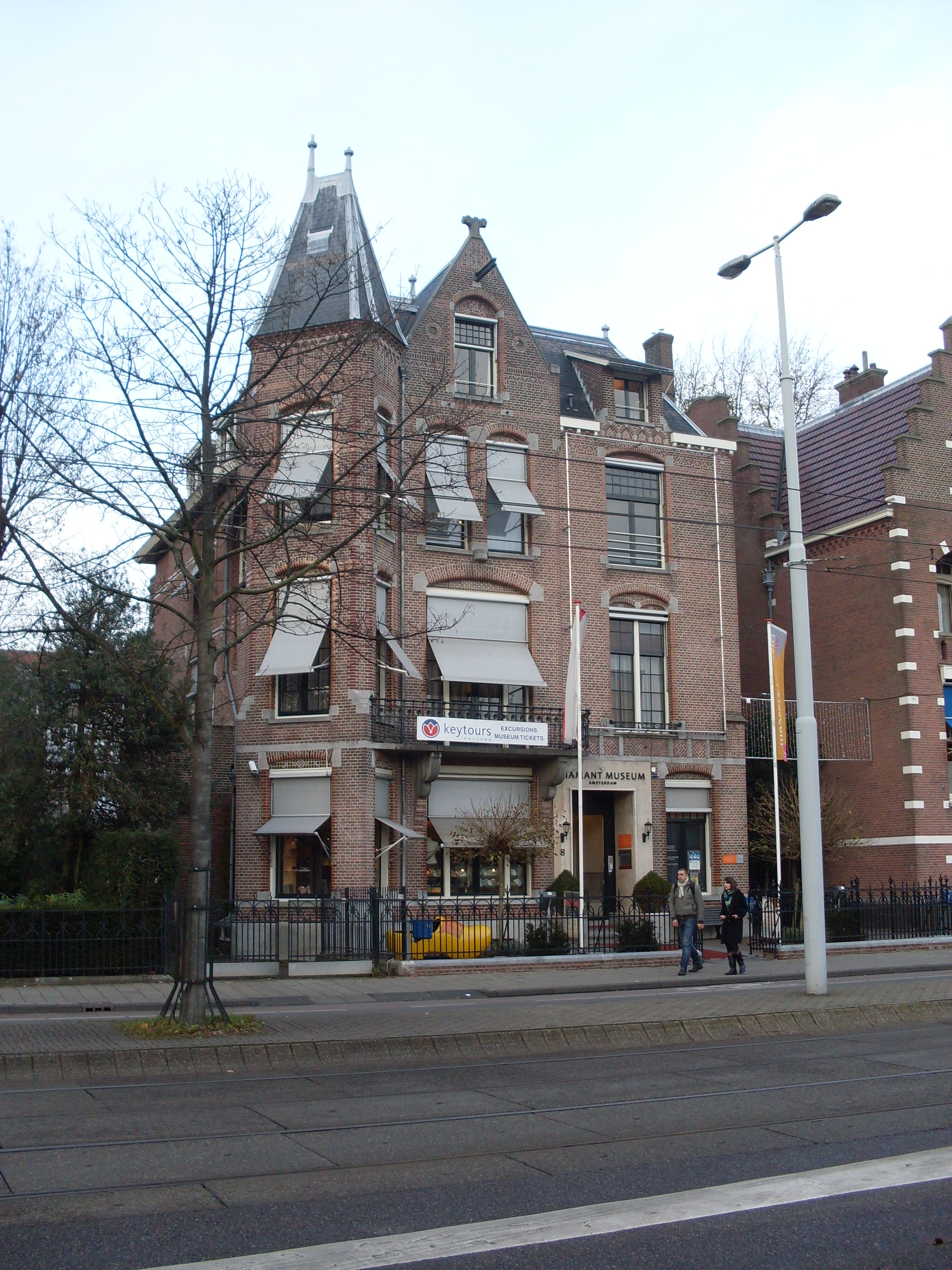
Diamantmuseum op nr. 8
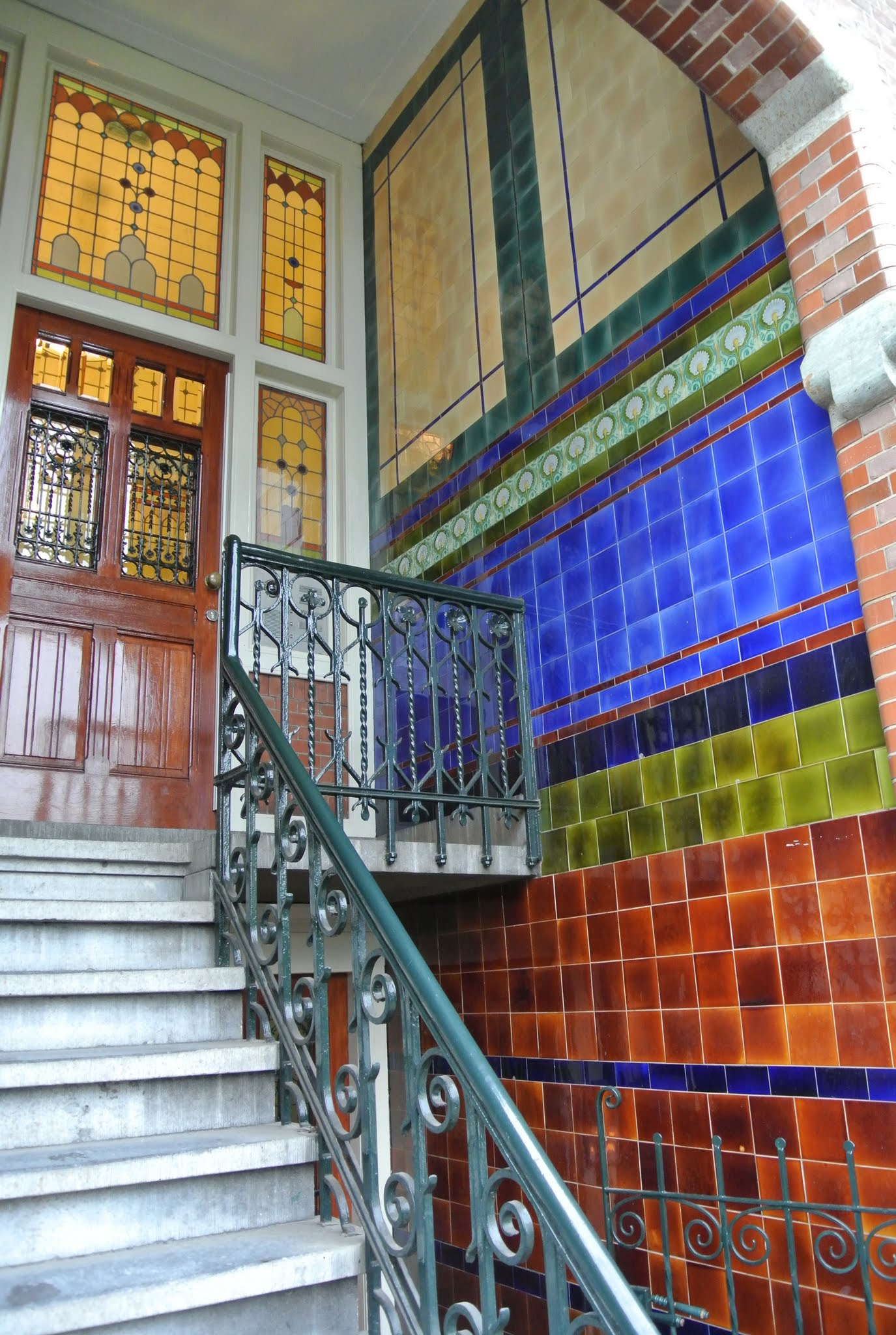
Tegelwerk in portiek nr. 20